# 395

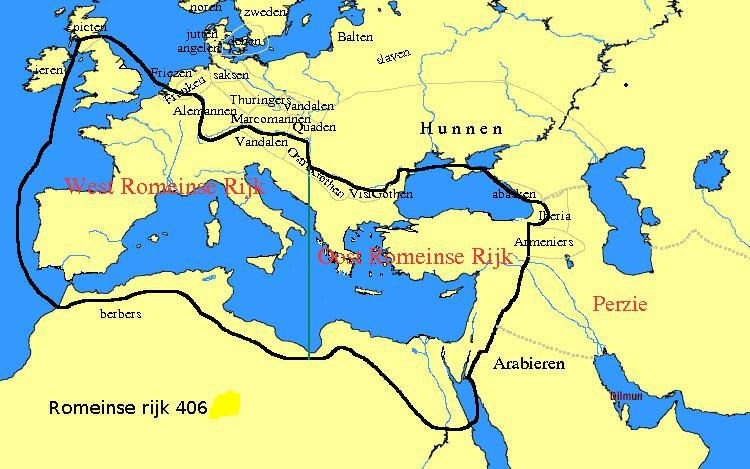
Het Romeinse Rijk (Imperium Romanum)

Het jaar 395 is het 95e jaar in de 4e eeuw volgens de christelijke jaartelling.

## Gebeurtenissen

### Europa
- 17 januari - Keizer Theodosius I overlijdt in Milaan na een regeringsperiode van 16 jaar en laat het Romeinse Rijk achter aan zijn twee jeugdige zoons. De 10-jarige Honorius regeert over het West-Romeinse Rijk met als hoofdstad Mediolanum en de 18-jarige Arcadius bestuurt het Oost-Romeinse Rijk met als hoofdstad Constantinopel. De tweedeling van het rijk is bijzonder nadelig voor het Westen, dat voor grondstoffen en militaire hulp afhankelijk is van het welvarende Oosten. Flavius Stilicho wordt benoemd tot opperbevelhebber van het Romeinse leger in het Westen. Hij ontfermt zich als voogd-regent over Honorius.
- 27 april - Arcadius trouwt met Aelia Eudoxia, dochter van de Frankische veldheer Bauto. Zijn halfzuster Galla Placidia wordt naar Rome gestuurd en geadopteerd in het gezin van Stilicho.
- 27 november - Flavius Rufinus is pretoriaan prefect in het Midden Oosten. Hij komt in aanvaring met Stilicho over hun respectieve bevoegdheden ten aanzien van de grensprovincies Dacia en Macedonië. Rufinus haalt zijn oostelijke legioenen terug en treedt zonder mededogen op tegen Stilicho, maar wordt op diens bevel vermoord in Constantinopel.
- Marcomer, Frankische hoofdman (hertog), schendt het vredesverdrag en valt Gallië binnen. Hij wordt echter gevangengenomen en verbannen naar Etrurië.
- In Rome wordt de Sint-Paulus buiten de Muren voltooid. De Mithrasverering wordt als godsdienst officieel onwettig verklaard.

### Balkan
- Stilicho stuurt om politieke redenen de Visigoten onder leiding van Alarik terug naar hun woongebieden in Moesië (Bulgarije). Alarik, hopende op een hoge positie in het nieuwe bestuur, wordt door Stilicho teleurgesteld.
- Alarik wordt tot koning gekozen. De opstandige Goten plunderen diverse steden in Thracië, Macedonië en Griekenland. Arcadius sluit een vredesverdrag en geeft Alarik als magister militum het bestuur over Illyricum.

### Syrië
- De Hunnen trekken over het Kaukasus gebergte en vallen Armenië, Cappadocië, Cilicië, Mesopotamië en delen van Syrië binnen. Tijdens de plunderveldtocht worden vele kloosters verwoest en nomadenhorden bedreigen Antiochië.

### Afrika
- Augustinus wordt bisschop van Hippo Regius (Algerije). Hij schrijft o.a. Belijdenissen ("Confessiones") en "De Civitate Dei" (Over de stad van God).

## Geboren
- Avitus, keizer van het West-Romeinse Rijk (waarschijnlijke datum)

## Overleden
- 27 november - Flavius Rufinus, Romeins consul en staatsman
- 17 januari - Theodosius I, keizer van het Romeinse Rijk